# Liste der Baudenkmale in Lüneburg – Salzbrückerstraße
In der Liste der Baudenkmale in Lüneburg – Salzbrückerstraße sind Baudenkmale in der Salzbrückerstraße in der niedersächsischen Stadt Lüneburg aufgelistet. Die Quelle der IDs und der Beschreibungen ist der Denkmalatlas Niedersachsen. Der Stand der Liste ist der 27. Dezember 2021.

## Allgemein
In den Spalten befinden sich folgende Informationen:
- Lage: die Adresse des Baudenkmales und die geographischen Koordinaten. Kartenansicht, um Koordinaten zu setzen. In der Kartenansicht sind Baudenkmale ohne Koordinaten mit einem roten Marker dargestellt und können in der Karte gesetzt werden. Baudenkmale ohne Bild sind mit einem blauen Marker gekennzeichnet, Baudenkmale mit Bild mit einem grünen Marker.
- Bezeichnung: Bezeichnung des Baudenkmales
- Beschreibung: die Beschreibung des Baudenkmales. Unter § 3 Abs. 2 NDSchG werden Einzeldenkmale und unter § 3 Abs. 3 NDSchG Gruppen baulicher Anlagen und deren Bestandteile ausgewiesen.
- ID: die Objekt-ID des Baudenkmales
- Bild: ein Bild des Baudenkmales, ggf. zusätzlich mit einem Link zu weiteren Fotos des Baudenkmals im Medienarchiv Wikimedia Commons. Wenn man auf das Kamerasymbol klickt, können Fotos zu Baudenkmalen aus dieser Liste hochgeladen werden:

## Baudenkmale
Die Straße ist die Verbindung der Saline mit dem Kalkberg und wahrscheinlich eine der ältesten Straßen Lüneburgs. Über einen Bach befand sich hier eine Brücke, daher der Name der heutigen Straße.

| Lage                                                | Bezeichnung         | Beschreibung | ID       | Bild |
| --------------------------------------------------- | ------------------- | ------------ | -------- | ---- |
| Salzbrückerstraße 5 53° 14′ 47″ N, 10° 24′ 7″ O     | Wohnhaus            |              | 30679641 |      |
| Salzbrückerstraße 23 53° 14′ 51″ N, 10° 24′ 3″ O    | Wohnhaus            |              | 30653624 |      |
| Salzbrückerstraße 23 53° 14′ 51″ N, 10° 24′ 3″ O    | Anbau               |              | 30648163 |      |
| Salzbrückerstraße 24 53° 14′ 52″ N, 10° 24′ 3″ O    | Wohn-/Geschäftshaus |              | 30658424 |      |
| Salzbrückerstraße 24 c 53° 14′ 52″ N, 10° 24′ 3″ O  | Nebengebäude        |              | 30687862 |      |
| Salzbrückerstraße 30 53° 14′ 52″ N, 10° 24′ 0″ O    | Hofgebäude          |              | 30678020 |      |
| Salzbrückerstraße 32/33 53° 14′ 51″ N, 10° 24′ 2″ O | Wohnhaus            |              | 30677004 |      |
| Salzbrückerstraße 35 53° 14′ 51″ N, 10° 24′ 3″ O    | Wohnhaus            |              | 30676984 |      |
| Salzbrückerstraße 36 53° 14′ 50″ N, 10° 24′ 3″ O    | Wohnhaus            |              | 30676964 |      |
| Salzbrückerstraße 38 53° 14′ 50″ N, 10° 24′ 3″ O    | Wohnhaus            |              | 30676944 |      |
| Salzbrückerstraße 39 53° 14′ 50″ N, 10° 24′ 4″ O    | Wohnhaus            |              | 30676926 |      |
| Salzbrückerstraße 71 53° 14′ 47″ N, 10° 24′ 6″ O    | Nebengebäude        |              | 30658465 |      |
| Salzbrückerstraße 71 53° 14′ 47″ N, 10° 24′ 6″ O    | Wohnhaus            |              | 30658444 |      |
| Salzbrückerstraße 71 53° 14′ 46″ N, 10° 24′ 6″ O    | Hofflügel           |              | 30647434 |      |
| Salzbrückerstraße 72 53° 14′ 46″ N, 10° 24′ 6″ O    | Wohnhaus            |              | 30676888 |      |
| Salzbrückerstraße 73 53° 14′ 46″ N, 10° 24′ 7″ O    | Wohnhaus            |              | 30676906 |      |